# Sapataria
Sapataria é uma povoação portuguesa sede da Freguesia de Sapataria do Município de Sobral de Monte Agraço, freguesia com 14,40 km² de área e 3288 habitantes (censo de 2021), tendo, por isso, uma densidade populacional de 228,3 hab./km².
Dista 10 km da sede do município estando situada entre Póvoa da Galega e Dois Portos, próximo da linha férrea do Oeste, onde há um apeadeiro com o mesmo nome.

## Demografia
Nota: Nos anos de 1864 e 1878 pertencia ao concelho de Arruda dos Vinhos. Passou para o atual concelho por decreto de 13/01/1898.
A população registada nos censos foi:
| Distribuição da População por Grupos Etários | Distribuição da População por Grupos Etários | Distribuição da População por Grupos Etários | Distribuição da População por Grupos Etários | Distribuição da População por Grupos Etários |
| -------------------------------------------- | -------------------------------------------- | -------------------------------------------- | -------------------------------------------- | -------------------------------------------- |
| Ano                                          | 0-14 Anos                                    | 15-24 Anos                                   | 25-64 Anos                                   | > 65 Anos                                    |
| 2001                                         | 367                                          | 343                                          | 1372                                         | 476                                          |
| 2011                                         | 539                                          | 266                                          | 1724                                         | 515                                          |
| 2021                                         | 577                                          | 349                                          | 1771                                         | 591                                          |

## História
Apesar de ser considerada uma povoação muito antiga, pouco ou nada se sabe da origem do nome da mesma.

#### A Freguesia
Após ter pertencido durante muito tempo ao termo de Lisboa, sendo um curato de apresentação do prior da freguesia de São Julião, a 6 de Novembro de 1836, a Freguesia de Sapataria passa a fazer parte do Concelho de Enxara dos Cavaleiros.
Em 24 de Outubro de 1855 extinguem-se os Concelhos de Enxara dos Cavaleiros e Sobral de Monte Agraço, sendo incorporadas no Concelho de Arruda dos Vinhos, as Freguesias de Sapataria, Santo Quintino e Sobral de Monte Agraço
Em cumprimento do determinado no Código Administrativo de 26 de Junho de 1867, pelo Decreto de 10 de Dezembro do mesmo ano, foi extinguido o Concelho de Arruda dos Vinhos. A Freguesia de Sapataria, juntamente com a Freguesia de Enxara do Bispo, passa a fazer parte da Freguesia de Enxara do Bispo, do Concelho de Mafra. No entanto, esta reforma administrativa é revogada a 14 de Janeiro de 1868, e tudo volta à forma anterior.
Em 10 de Fevereiro de 1887 transfere-se a Sede do Concelho de Arruda dos Vinhos para o Sobral de Monte Agraço.
Em 26 de Setembro de 1895, na sequência da extinção dos Concelhos de Arruda dos Vinhos e de Sobral de Monte Agraço, a Freguesia de Sapataria é transferida para o Concelho de Torres Vedras, voltando a fazer parte do Concelho de Sobral de Monte Agraço a 13 de Janeiro de 1898, quando são restaurados os Concelhos (atuais municípios) de Arruda dos Vinhos e Sobral de Monte Agraço.

## Monumentos
Entre os monumentos da freguesia salienta-se a Igreja de Nossa Senhora da Purificação (séc. XVI), na Sapataria, que conserva o seu portal Manuelino e é ainda notável pelo belo revestimento de azulejos de tapete, do século XVII, que forram as suas paredes; a Capela de Nossa Senhora do Desterro, em Pero Negro, um pequeno templo de raiz setecentista, recentemente restaurado; e a Capela de São Sebastião, na Moita, em cujo adro se pode ver um cruzeiro datado de 1936.